# Knut Blom
Knut Blom (Oslo, 14 de febrero de 1916 – 6 de febrero de 1996) fue un juez noruego. Se desempeñó como Juez del Tribunal Supremo de Noruega de 1968 a 1986.
Nació en Kristiania, siendo hijo del abogado Hans Jensen Blom (1875–1952) y Anna Martens Wingaard (1877–1947). Fue bisnieto de Oluf Petersen Wingaard. Terminó su educación secundaria en 1934, comenzó estudios de derecho y se graduó con el título de cand.jur. en 1939. Fue contratado como abogado junior bajo Carl Fridtjof Rode en Melbu ese mismo año, y se hizo cargo del despacho de abogados cuando Rode fue llamado al servicio naval poco después. De 1940 a 1942, Blom fue juez adjunto en el Tribunal de Distrito de Jæren, y desde 1942 fue abogado junior bajo Sven Arntzen; desde 1947, socio. Durante la ocupación alemana de Noruega, Blom tenía contactos en Hjemmefrontens Ledelse.
Blom fue abogado hasta 1968, y trabajó como defensor en el Tribunal de Distrito de Oslo de 1953 a 1956, en el Tribunal de Apelaciones de Eidsivating de 1956 a 1965 y en el Tribunal Supremo de Noruega de 1965 a 1968. De 1968 hasta su jubilación en 1986, fue Juez del Tribunal Supremo de Noruega. Entre sus libros académicos legales se encuentran Sakførerens rettslige ansvar (1947) y Prisloven med kommentarer (1954).
Fue condecorado con la Medalla de Defensa 1940–1945 y en 1978 con la Orden de San Olaf. Falleció en febrero de 1996 en Oslo.